# 歐克博奇鎮區 (愛荷華州迪金森縣)
歐克博奇鎮區（英語：Okoboji Township）是位於美國愛荷華州迪金森縣的一個行政鎮區。

## 地方資料
根據2010年美國人口普查的數據，歐克博奇鎮區的面積為93.54平方千米，當中陸地面積為93.48平方千米，而水域面積為0.06平方千米。當地共有人口2087人，而人口密度為每平方千米22.31人。